# Teorem o apsolutnoj vrijednosti zbroja i produkta
Teorem o apsolutnoj vrijednosti zbroja i produkta je jedan od temeljnih teorema u matematičkoj analizi. Iskaz teorema daje osnovna svojstva operacija s apsolutnom vrijednošću.
Naime, apsolutna vrijednost zbroja realnih brojeva manja je ili jednaka od zbroja apsolutnih vrijednosti pribrojnika, tj. vrijedi {\displaystyle |a+b|\leq |a|+|b|} za sve {\displaystyle a,b\in \mathbb {R} } (1) te je apsolutna vrijednost produkta dva realna broja jednaka produktu apsolutnih vrijednosti faktora tog produkta, odnosno vrijedi {\displaystyle |a\cdot b|=|a|\cdot |b|} za sve {\displaystyle a,b\in \mathbb {R} }. (2)
Svojstvo (1) apsolutne vrijednosti naziva se multiplikativnost, dok se svojstvo (2) naziva subaditivnost. 
Nejednakost {\displaystyle |a+b|\leq |a|+|b|} često se naziva nejednakost trokuta jer za bilo koje dvije stranice trokuta {\displaystyle a}, {\displaystyle b} i treću stranicu trokuta {\displaystyle c} vrijedi {\displaystyle |a+b|<|c|}, a to je nužan i dovoljan uvjet za konstrukciju trokuta.

## Dokaz
Iz {\displaystyle -|a|\leq a\leq |a|} i {\displaystyle -|b|\leq b\leq |b|} zbrajanjem dobivamo {\displaystyle -(|a|+|b|)\leq a+b\leq |a|+|b|} pa slijedi {\displaystyle |a+b|\leq |a|+|b|}.
Također, za dokazati drugi dio teorema, razlikujemo četiri slučaja:
- {\displaystyle a>0,b>0}: u ovom slučaju imamo {\displaystyle |a|=a} i {\displaystyle |b|=b}, te {\displaystyle |ab|=ab} (jer je {\displaystyle ab>0}) pa odmah slijedi {\displaystyle |ab|=|a|\cdot |b|}.

- {\displaystyle a<0,b<0}: sada vrijedi {\displaystyle |a|=-a} i {\displaystyle |b|=-b} te {\displaystyle |ab|=ab} (jer je {\displaystyle ab>0}) pa slijedi {\displaystyle |ab|=ab=(-a)\cdot (-b)=|a|\cdot |b|}.

- {\displaystyle a>0,b<0}: imamo {\displaystyle |a|=a} i {\displaystyle |b|=-b} te {\displaystyle |ab|=-ab} (jer je {\displaystyle ab<0}) pa slijedi {\displaystyle |ab|=-ab=a\cdot (-b)=|a|\cdot |b|}.

- Bez smanjenja općenitosti, {\displaystyle a=0}: imamo {\displaystyle |a|=0} i {\displaystyle |ab|=0} (jer je {\displaystyle ab=0}) pa odmah slijedi {\displaystyle |ab|=|a|\cdot |b|}.